# Synapseudes minutus
Synapseudes minutus är en kräftdjursart som beskrevs av M. A. Miller 1940. Synapseudes minutus ingår i släktet Synapseudes och familjen Metapseudidae. Inga underarter finns listade i Catalogue of Life.